# VfB Stuttgart 1893 AG
Die VfB Stuttgart 1893 AG ist ein deutsches Fußballunternehmen, welches die professionelle Fußballabteilung des VfB Stuttgart betreibt. Es wurde im November 2014 durch den VfB Stuttgart 1893 e. V. gegründet und durch die Ausgliederung im Juni 2017, rückwirkend zum 1. Januar 2017 für die Profi-Mannschaft des VfB Stuttgart verantwortlich. Seit dem 1. Juli 2022 steht auch die erste Frauenmannschaft des VfB unter seiner Verantwortung. Weitere Aktionäre sind die Unternehmen Mercedes-Benz Group (2017), Jako AG (2022) und Porsche AG (2024). Die VfB Stuttgart 1893 AG wird nicht an der Börse gehandelt.
Seit März 2022 ist Alexander Wehrle Vorstandsvorsitzender der AG, Vorsitzender des Aufsichtsrats ist seit September 2024 Dietmar Allgaier.

## Gründung
Die Aktiengesellschaft wurde am 3. November 2014 im Handelsregister des Amtsgerichts Stuttgart unter HRB 750582 durch einen Formwechsel eingetragen. Unter ihrer Verantwortung stehen rückwirkend seit dem 1. Januar 2017 die professionelle Männermannschaft der Bundesliga.
Bei einer außerordentlichen Mitgliederversammlung am 1. Juni 2017 in der Mercedes-Benz-Arena stimmten die Mitglieder mit 84,2 % für eine Ausgliederung der Fußballsparte vom Hauptverein in eine Aktiengesellschaft. Erforderlich war eine Dreiviertel-Mehrheit. Bereits im Vorfeld hatte die Daimler AG (seit 2022 Mercedes-Benz Group) zugesagt, 11,75 Prozent der Anteile für den Preis von 41,5 Millionen Euro zu übernehmen.
Im VfB Stuttgart 1893 e. V. bleiben dagegen die Abteilungen Faustball, Garde, Hockey, Jugendfußball, Leichtathletik, Schiedsrichter und Tischtennis zusammengefasst.

## Grundkapital und Anteilseigner
Das Grundkapital der Aktiengesellschaft betrug am 1. Juni 2017 5 Mio. Euro. Im Zuge der Ausgliederung und der Beteiligung der Mercedes-Benz-Group AG wurde im Juni 2017 eine Kapitalerhöhung um 665.722 Euro vorgenommen. Mercedes-Benz zahlte im Juni 2017 für 11,75 Prozent an der AG rund 41,5 Mio. Euro.
Am 10. Februar 2022 erwarb die Jako AG für rund 4 Mio. Euro 1,16 Prozent der AG, wodurch das Grundkapital auf 5,732 Mio. Euro anstieg.
Im Juni 2023 verkündete der VfB Stuttgart den Einstieg der Porsche AG, die nach der Zustimmung des DFL-Präsidiums im Januar 2024 in einem ersten Schritt 5,49 Prozent der Anteile übernahm. Im Sommer 2024 erfolgte die Zahlung einer zweiten Tranche, sodass die Porsche-Anteile auf 10,4 Prozent stiegen. Insgesamt investierte Porsche rund 41,5 Mio. Euro.
Die Aktionärsstruktur stellt sich wie folgt dar:
| Anteilseigner            | Anteil |
| ------------------------ | ------ |
| VfB Stuttgart 1893 e. V. | 78,2 % |
| Mercedes-Benz-Group AG   | 10,4 % |
| Porsche AG               | 10,4 % |
| Jako AG                  | 1 %    |
| Summe                    | 100 %  |

## Tochtergesellschaften
- VfB Reha-Welt GmbH 60 %
- VfB Stuttgart Arena Betriebs GmbH 100 %
- VfB Stuttgart Beteiligungs-GmbH 100 %
- VfB Stuttgart Marketing GmbH 27,5 % (72,5 % über VfB Stuttgart Beteiligungs-GmbH)
- VfB Stuttgart Stadion GmbH 100 %

## Organe
(Stand: 1. Juli 2025)
| Vorstand                                                                       | Vorstand           | Vorstand           | Vorstand                                                                    |
| Geschäftsbereich                                                               | Name               | Mitglied seit      | vorherige Position                                                          |
| ------------------------------------------------------------------------------ | ------------------ | ------------------ | --------------------------------------------------------------------------- |
| Vorsitzender, Unternehmensstrategie und Kommunikation, Finanzen und Verwaltung | Alexander Wehrle   | 21. März 2022      | Geschäftsführer, 1. FC Köln GmbH & Co. KGaA                                 |
| Sport                                                                          | Fabian Wohlgemuth  | 1. Juli 2024       | Sportdirektor, VfB Stuttgart 1893 AG                                        |
| Marketing und Vertrieb                                                         | Rouven Kasper      | 1. Januar 2022     | President Asia, FC Bayern München AG                                        |
| Aufsichtsrat                                                                   |                    |                    |                                                                             |
| Funktion                                                                       | Name               | Mitglied seit      | weiteres Wirken                                                             |
| Vorsitzender                                                                   | Dietmar Allgaier   | 1. August 2024     | Präsident, VfB Stuttgart 1893 e. V. Landrat, Landkreis Ludwigsburg          |
| Erster stellvertretender Vorsitzender                                          | Franz Reiner       | 9. Oktober 2016    | Vorstandsvorsitzender, Mercedes-Benz Mobility AG                            |
| Zweiter stellvertretender Vorsitzender                                         | Lutz Meschke       | 29. Februar 2024   | Vorstand Beteiligungsmanagement, Porsche Automobil Holding SE               |
| Aufsichtsrat                                                                   | Tanja Gönner       | 28. September 2022 | Hauptgeschäftsführerin, Bundesverband der Deutschen Industrie               |
| Aufsichtsrat                                                                   | Andreas Grupp      | 28. Juli 2024      | Präsidiumsmitglied, VfB Stuttgart 1893 e. V.                                |
| Aufsichtsrat                                                                   | Stefan Jung        | 1. Juli 2025       | Präsidiumsmitglied, VfB Stuttgart 1893 e. V.                                |
| Aufsichtsrat                                                                   | Alexander Kläger   | 28. September 2022 | Präsident Region Mittel- und Osteuropa, SAP Deutschland SE & Co. KG         |
| Aufsichtsrat                                                                   | Bernadette Martini | 1. Juli 2025       | Hoteldirektorin, Hotel & Restaurant Lamm Mosbach                            |
| Aufsichtsrat                                                                   | Klaus Rehkugler    | 1. Juli 2025       | Vice President Product Management & Global Training, Mercedes-Benz Group AG |
| Aufsichtsrat                                                                   | Albrecht Reimold   | 29. Februar 2024   | Vorstand Produktion und Logistik, Porsche AG                                |
| Aufsichtsrat                                                                   | Tobias Röschl      | 28. September 2022 | Vorstand Vertrieb und Marketing, Jako AG                                    |
| Aufsichtsrat                                                                   | Serdar Taşçı       | 1. Juli 2025       |                                                                             |

### Vorsitzende

#### Vorstand
| Amtszeit | 2017–2019 | 2019–2022           | seit 2022        |
| Name     | vakant    | Thomas Hitzlsperger | Alexander Wehrle |
| Bild     | vakant    |                     |                  |

#### Aufsichtsrat
| Amtszeit | 2017–2019         | 2019–2024  | 2024         | seit 2024        |
| Name     | Wolfgang Dietrich | Claus Vogt | Tanja Gönner | Dietmar Allgaier |
| Bild     |                   |            |              |                  |